# Пустеля сервісу
Пустеля сервісу (Servicewüste, нім. вимова: [ˈsœːɐ̯vɪsˌvyːstə]) — модне слово зі сфери менеджменту, яке означає «повну відсутність прийнятних послуг». Цим терміном описують країну, регіон або область, де сфера послуг загалом або обслуговування клієнтів зокрема є слабкими або зовсім нерозвиненими. Термін має негативні конотації.
Цей термін часто використовують щодо Німеччини: вважається, що багато німецьких організацій не пропонують жодних післяпродажних послуг та не враховують потреб клієнтів. Зазвичай ремонт і технічне обслуговування здійснюються лише після сплати додаткових комісій.
Уперше термін «пустеля сервісу» застосував у журналі «Шпіґель» професор економіки Герман Займон у 1995 році. Він навів приклад: на касах німецьких супермаркетів (на відміну від американських) не було співробітника, який допомагав покупцям пакувати придбані продукти.